# Calamitaceae

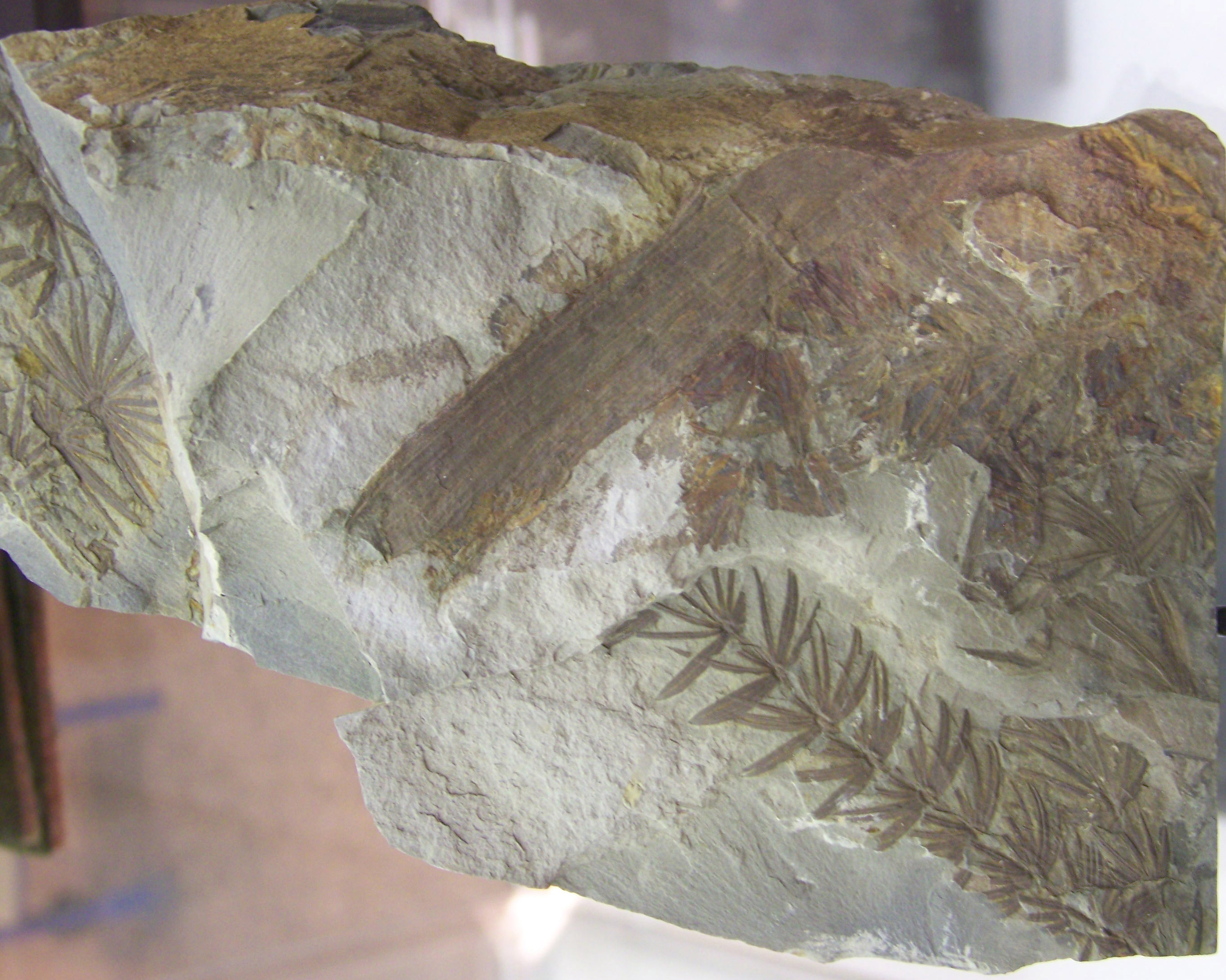
† Asterophyllites equisetiformis.

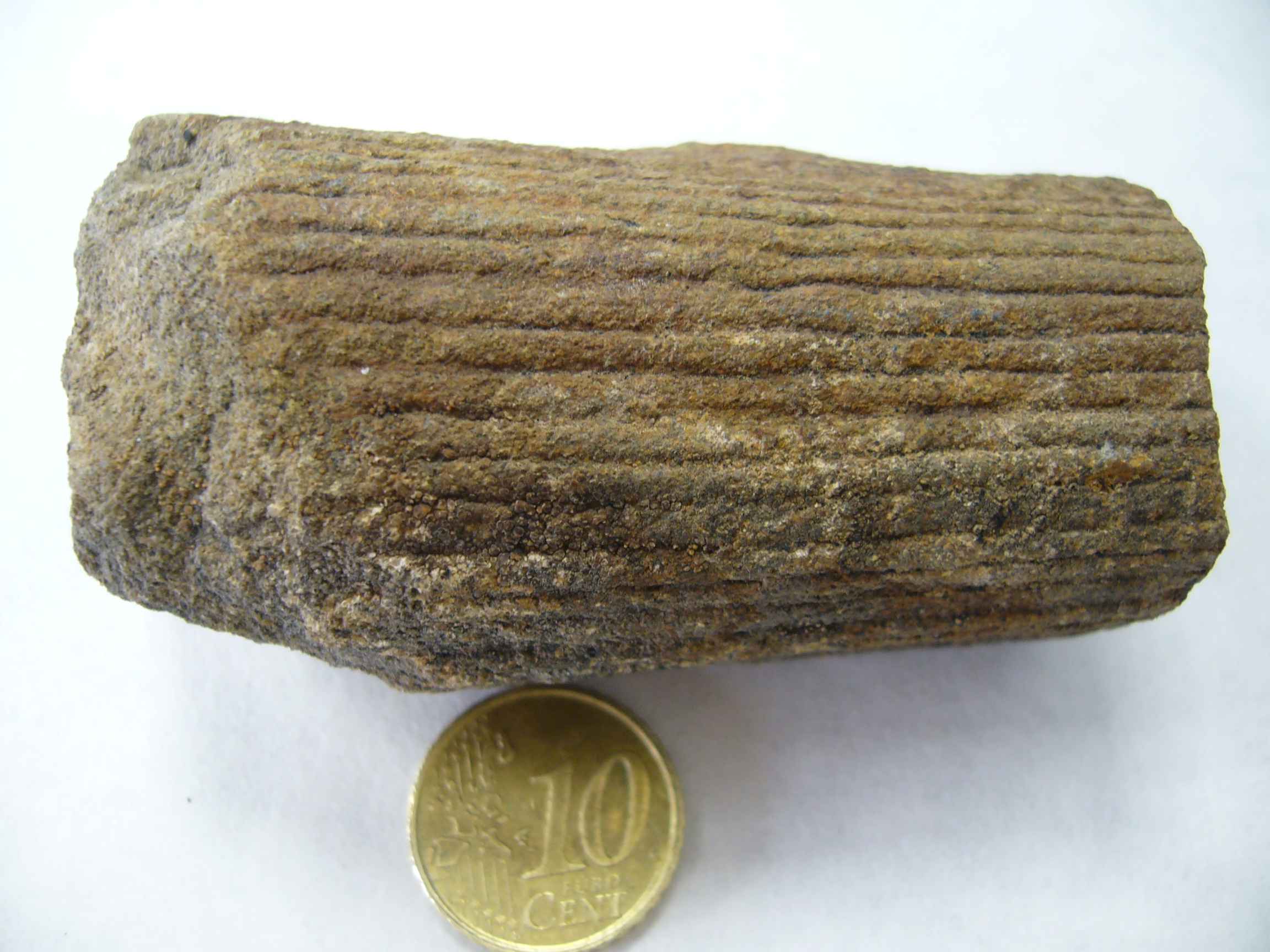
† Calamites.

Calamitaceae é uma extinta família de plantas da ordem Equisetales filogeneticamente próximas modernas cavalinhas, conhecidas do registo fóssil dos períodos Carbonífero e Permiano. Alguns membros desta família, como os do género † Arthropitys, atingiram uma estatura semelhante à de uma árvore, com alturas superiores a 15 m, com extensos rizomas subterrâneos. Eram encontrados principalmente em ambientes húmidos.

## Géneros e espécies propostos
- † Annularia.
  - † A. stellata.
- † Arthropitys.
- † Asterophyllites (ou incorretamente Asterophyllum).
- † Astromyelon.
- † Calamites.
  - † C. carinatus.
  - † C. suckowi.
  - † C. undulatus.
- † Calamocarpon.
- † Calamostachys.
  - † C. binneyana.
- † Cingularia.
- † ''Mazostachys.
- † Paleostachya.